# Vuelo 16 de LOT Polish Airlines
El vuelo 16 de LOT Polish Airlines era un vuelo regular de Newark, Estados Unidos, a Varsovia, Polonia. El 1 de noviembre de 2011, el Boeing 767 que operaba la ruta realizó un aterrizaje de emergencia con el tren de aterrizaje retraído en el Aeropuerto Chopin de Varsovia, tras fallar el despliegue del tren de aterrizaje. Las 231 personas a bordo (220 pasajeros y 11 tripulantes) sobrevivieron sin lesiones graves. Poco después del despegue, se produjo una fuga en uno de los sistemas hidráulicos de la aeronave, lo que provocó la pérdida de todo el fluido hidráulico que alimentaba el sistema principal del tren de aterrizaje.

## Aeronave
La aeronave involucrada era un Boeing 767-35DER, matriculado como SP-LPC, de nombre Poznań y con número de serie 28656. Fue construido por Boeing Commercial Airplanes en 1997 y, en sus 14 años de servicio, había acumulado 85,429 horas de fuselaje en 8,002 ciclos de despegue y aterrizaje. La aeronave estaba propulsada por dos motores General Electric CF6-80C2B6.: 17 

## Tripulación de vuelo

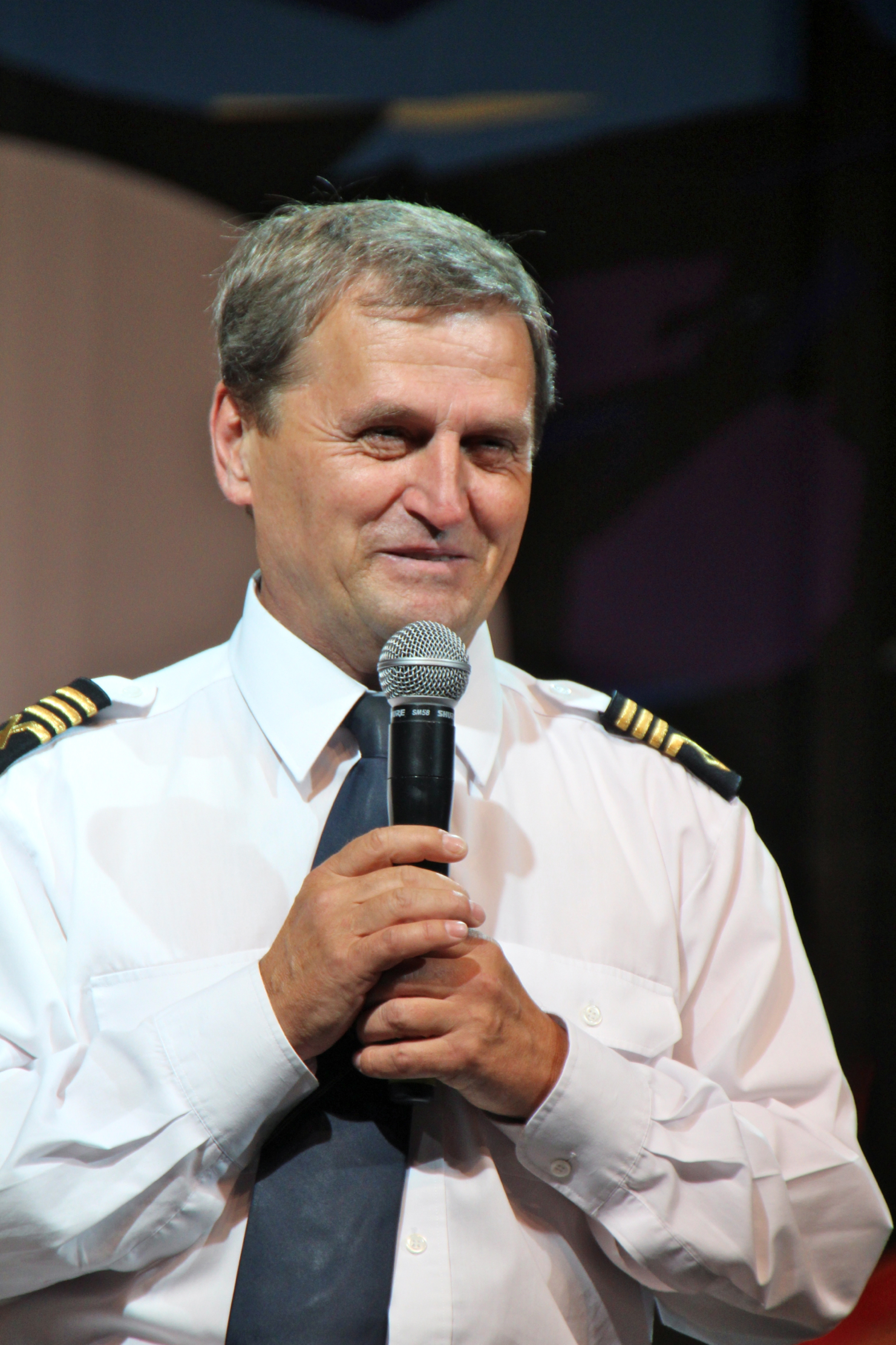
Capitán Tadeusz Wrona en 2012

El vuelo 16 fue capitaneado por Tadeusz Wrona, un veterano piloto de 57 años con veinte años de experiencia en Boeing 767. Tanto el capitán como el primer oficial, Jerzy Szwarc, de 51 años, poseían licencias de piloto de transporte de línea aérea con un total combinado de más de 25.000 horas de vuelo, incluidas 15.000 horas en el Boeing 767. Este accidente dio origen a un nuevo dicho (Wrona en polaco significa cuervo): "Leć jak Orzeł, ląduj jak Wrona" (Vuela como un águila, aterriza como un cuervo).

## Accidente
El vuelo 16 de LOT Polish Airlines tenía previsto llegar al Aeropuerto Chopin de Varsovia procedente del Aeropuerto Internacional Libertad de Newark el 1 de noviembre de 2011 a las 13:35 CET con 220 pasajeros y 11 tripulantes a bordo.
A los 30 minutos de partir de Newark, la tripulación recibió una advertencia de que el sistema hidráulico central había fallado.Se tomó la decisión de continuar hasta Varsovia para utilizar la gran carga de combustible necesaria para el vuelo transatlántico.El avión procedió a acercarse con normalidad, pero abortó el vuelo cuando el tren de aterrizaje no se desplegó.
La tripulación informó al control del tráfico aéreo (ATC) de Varsovia que no podían bajar el tren de aterrizaje debido a una falla del sistema hidráulico. El capitán decidió sobrevolar el aeropuerto durante más de una hora para consumir el exceso de combustible y dar tiempo a los servicios de emergencia en tierra para prepararse para el aterrizaje, incluyendo cubrir la pista con espuma extintora.La observación visual realizada por dos aviones de combate F-16 de la Fuerza Aérea de Polonia verificó que ninguno de los trenes de aterrizaje estaba bajado; los intentos de bajar el tren de aterrizaje por medios alternativos fracasaron.

## Preparación del aterrizaje
El aeropuerto fue evacuado para la llegada del avión, y las carreteras circundantes se cerraron para dar cabida a los servicios de emergencia. Otros vuelos que debían llegar a Varsovia fueron desviados o devueltos a su punto de partida.

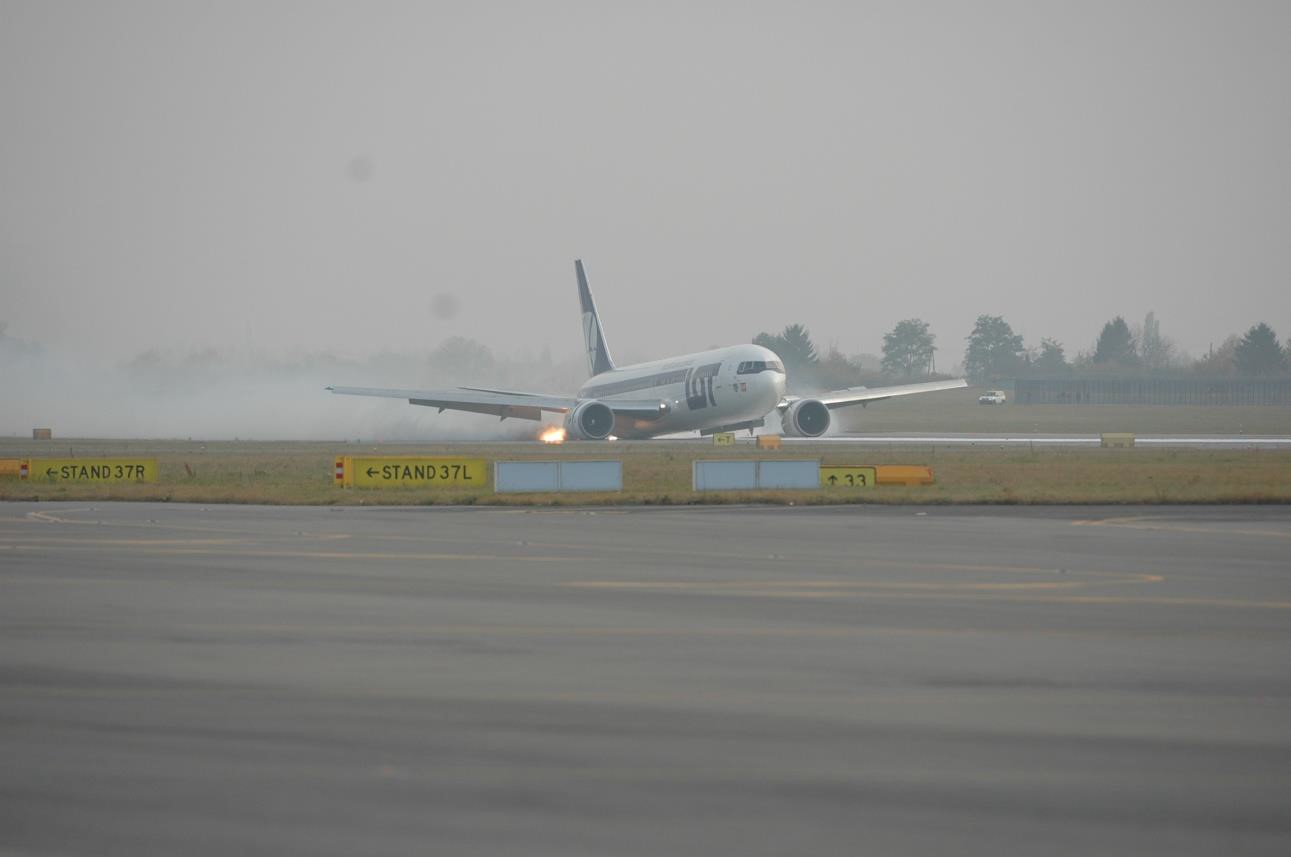
El vuelo 16 aterrizando de emergencia

A las 14:40 CET, la tripulación aterrizó con éxito sin el tren de aterrizaje en la pista 33, sin heridos. Sin embargo, la aeronave sufrió daños considerables, lo que resultó en la pérdida del casco. Todos los pasajeros a bordo fueron evacuados en 90 segundos.

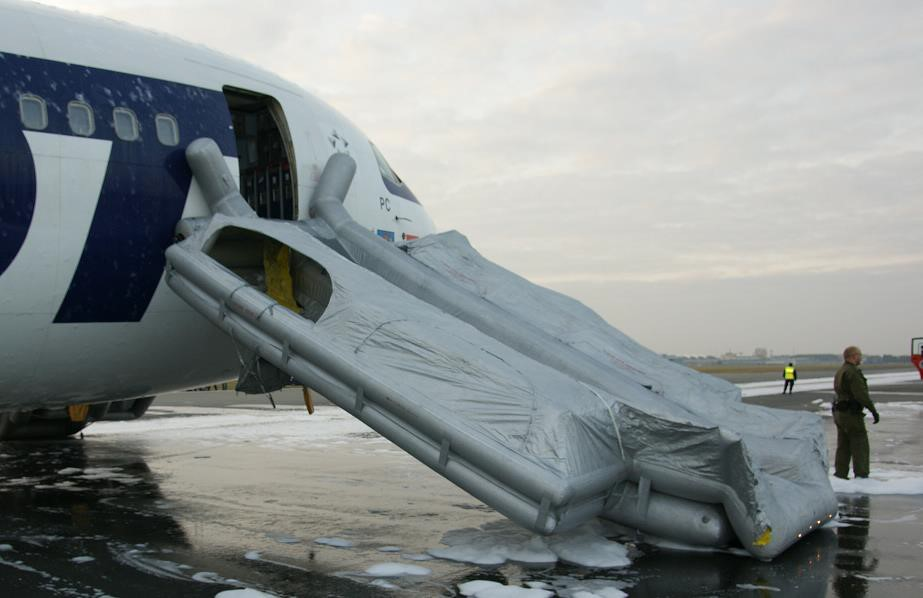
Pasajeros saliendo del vuelo 16 por un tobogán de emergencia

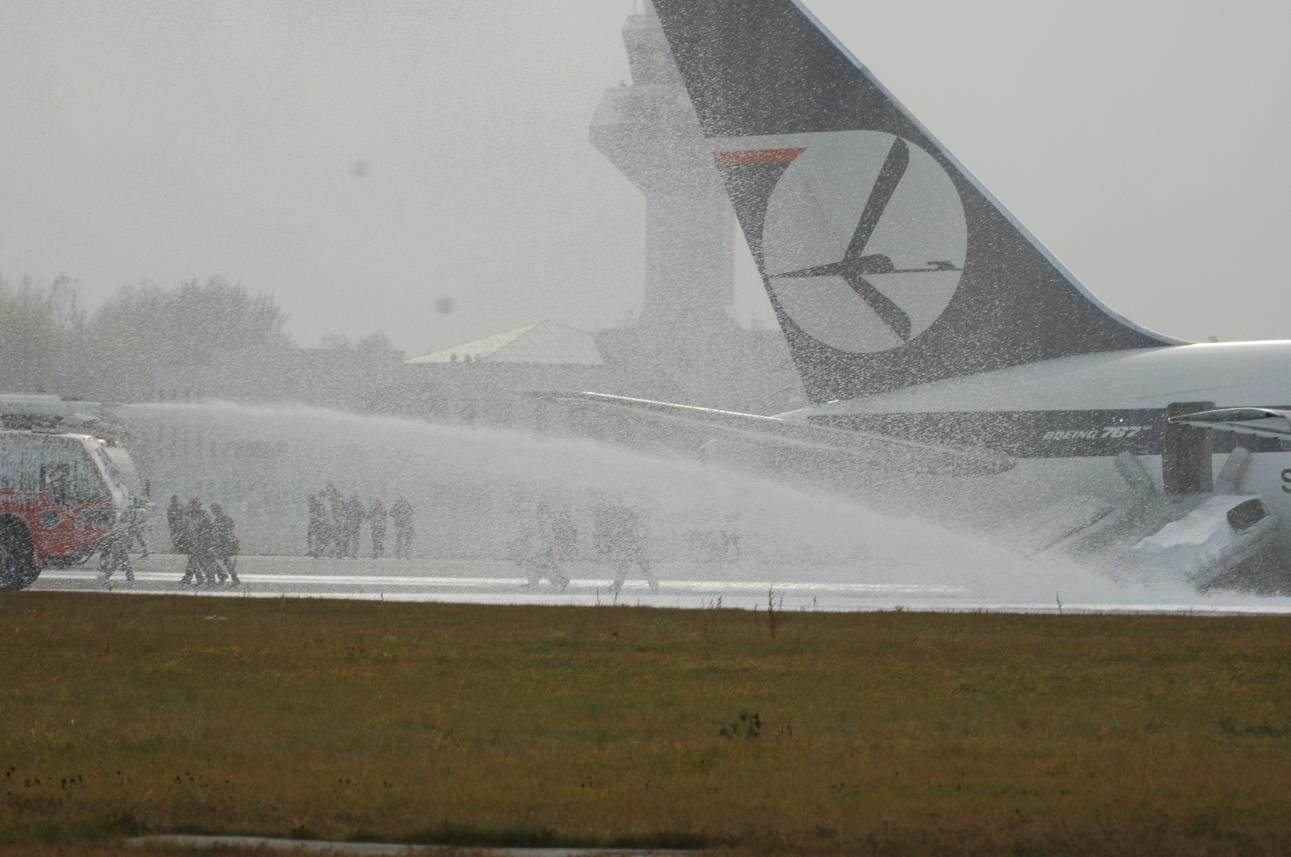
Camiones de bomberos del aeropuerto rociando espuma de emergencia para prevenir un incendio

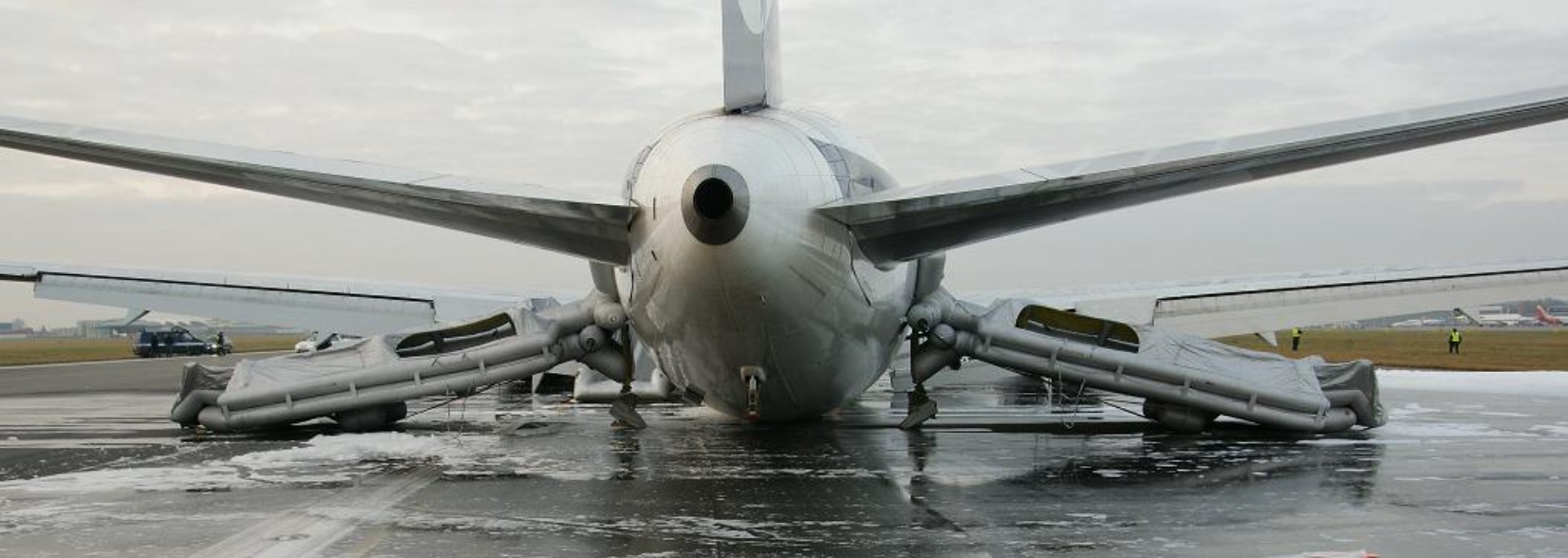
El vuelo 16 después de la evacuación

Las pistas del aeropuerto permanecieron cerradas al tráfico hasta las 16:00 CET del 3 de noviembre de 2011, para permitir la retirada de los restos del accidente y posteriormente una inspección final de las pistas y plataformas.
Poco después de la evacuación, un equipo de la Comisión Estatal Polaca de Investigación de Accidentes Aéreos (SCAAI) descubrió que el disyuntor C829, que protege varios sistemas, incluido el sistema de extensión del tren de aterrizaje alternativo, se había abierto, interrumpiendo el circuito. El disyuntor C4248 del sistema del tren de aterrizaje alternativo permaneció cerrado. 
Tras despegar el avión de la pista, se cerró el disyuntor del C829 y se extendió el tren de aterrizaje mediante el sistema alternativo. Posteriormente, el avión fue remolcado al hangar de mantenimiento de LOTpara realizar una investigación más exhaustiva.

## Investigación
El informe preliminar de la SCAAI encontró que se produjo una fuga hidráulica poco después del despegue, después de que se retrajeran el tren de aterrizaje y los flaps.La fuga se debió a una flexión excesiva de una manguera flexible en el sistema hidráulico central, lo que provocó la pérdida de todo el fluido del sistema. La caída de presión fue indicada por el EICAS y registrada por el registrador de datos de vuelo.Una investigación posterior indicó que un disyuntor saltado justo a la derecha del puesto de mando, a nivel del suelo, habría activado el motor eléctrico para liberar el tren de aterrizaje. El disyuntor se restableció tras el aterrizaje y el tren de aterrizaje se extendió con normalidad.
El informe final del accidente se publicó en 2017. Las causas del accidente fueron la fuga en la manguera hidráulica central, la activación del disyuntor del C829 y la incapacidad de la tripulación para detectar dicho disyuntor durante la aproximación, lo que podría haberles permitido bajar el tren de aterrizaje. Otros factores que contribuyeron fueron la falta de medidas de seguridad para evitar la apertura accidental de los disyuntores, la baja posición del disyuntor del C829, lo que dificultaba que la tripulación pudiera detectar su estado, los procedimientos inadecuados del centro de operaciones de LOT y la falta de un boletín de servicio de Boeing sobre la prevención de la flexión excesiva de la manguera del sistema hidráulico.

## Consecuencias
El presidente polaco, Bronisław Komorowski, elogió y agradeció a la tripulación por el exitoso aterrizaje.El Boeing 767, matrícula SP-LPC, sufrió graves daños y LOT consideró que la aeronave tenía pérdida del casco.El accidente representa la decimocuarta pérdida del casco de un Boeing 767.En noviembre de 2013, dos años después del incidente, el avión fue desguazado.A partir de febrero de 2020, el vuelo fue operado por un Airbus A340 de Air Belgium y un Boeing 787 de LOT. LOT finalizó sus servicios del Boeing 767 en 2013, reemplazándolos con el Boeing 787.